# Ramon Airport
Ramon International Airport är en internationell flygplats i närheten av Eilat, Israel. Flygplatsen som öppnades den 21 januari 2019. Det är den första civila flygplats som byggs i Israel sedan statens grundande, och ligger knappt två mil norr om Eilat. Den ersatte två andra flygplatser – Eilat J. Hozmans flygplats i Eilats centrum och Ovdas flygplats, sex mil norr om Eilat. Flygplatsen Ramon har uppkallats efter den israeliske astronauten Ilan Ramon och hans son.